# April 25 Sports Club
Maillots
Le April 25 Sports Club, plus couramment abrégé en April 25 SC (en hangul : 4.25체육단 et en hanja : 4.25體育團), est un club nord-coréen de football fondé entre 1947 et 1949 et basé à Pyongyang, la capitale du pays.
Le club appartient au Ministère de la Défense nationale. Tous les joueurs du club sont donc considérés comme des membres à part entière de l'armée du pays.

## Histoire
La date du 25 avril désigne la fondation de l'Armée Populaire de Corée, le club étant en effet le représentant de l'armée nord-coréenne.
Le club entretient une rivalité avec deux autres équipes de la capitale, le Pyongyang Sports Club et le Amnokgang Sports Club.

## Palmarès
| Compétitions nationales | Compétitions internationales          |
| --- | ------------------------------------- |
| - Championnat de Corée du Nord (21) : - Champion : 1985, 1986, 1987, 1988, 1990, 1992, 1993, 1994, 1995, 2002, 2003, 2010, 2011, 2012, 2013, 2015, 2017, 2018, 2019, 2022 et 2023. | - Coupe de l'AFC : - Finaliste : 2019 |

## Personnalités du club

### Présidents du club
- Ri Mun-sŏng

### Entraîneurs du club
- O Yun-son

### Joueur Emblématique
- Han Kwang-song
- So Hyon-uk